# Albert Houtin
Albert Houtin, född 4 oktober 1867, död 28 juli 1926, var en fransk katolsk teolog.
Albert Houtin var tillsammans med Alfred Loisy ledare för den franska modernismen, utträdde 1912 ur kyrkans tjänst och ägnade sig därefter helt åt sitt författarskap. Bland hans skrifter märks La controverse de l'apostolicité églises de France (1901) och Histoire du modernisme catholique (1913).